# ZK-383
ZK-383 (читается «зет-ка») — пистолет-пулемёт, созданный в Чехословакии братьями Куцкими (Koucký) в начале 1930-х годов.

## История
Поступил в производство в 1938 году и выпускался в сравнительно небольших количествах на заводе Zbrojovka Brno в городе Брно.
После оккупации Чехословакии немецкими войсками, производственная линия завода осталась в неповреждённом состоянии и производство ZK-383 было продолжено. Поскольку заводу в Брно было поручено производство оружия для СС, основная часть выпущенных ZK-383 поступила на вооружение ваффен-СС и использовалась на Восточном фронте.
Имевшиеся на складах запасы поступили на вооружение армии Словакии, частей Waffen-SS и полицейских формирований, а также были переданы Болгарии.
После окончания Второй Мировой войны была разработана модификация ZK-383H, которая выпускалась ещё некоторое время, постепенно вытесняясь более компактными и современными пистолетами-пулемётами семейства Sa vz. 23 и автоматом SA vz.58.

## Описание
ZK 383 изначально создавался в качестве оружия поддержки пехотного отделения, своего рода «сверхлёгкий пулемёт» под пистолетный патрон. С точки зрения конструкции он представлял собой более-менее традиционный образец пистолета-пулемёта первого поколения со свободным затвором, стреляющий «с заднего шептала».
Из характерных особенностей этого образца можно назвать сравнительно большие габариты и массу оружия, быстросменный, как на пулемётах, ствол, расположение магазина слева, наличие сошек и возможность регулировать массу затвора при помощи сменного грузика массой 170 грамм, что позволяло устанавливать различный темп стрельбы — 500 или 700 выстрелов в минуту. Первый использовался при стрельбе с рук, второй — при ведении огня с сошек в режиме пулемёта.
Благодаря наличию в спусковом механизме селектора ZK-383 мог вести огонь одиночными выстрелами или очередями, для этого переводчик режима огня над спусковым крючком перемещался вперед или назад. Позади него был расположен предохранитель. Ствол с предохраняющим руки стрелка от ожогов массивным перфорированным кожухом, быстросменный. ZK-383 имел мушку и рамочный прицел, размеченный до 600 метров — хотя реально ведения огня на такую дальность наверняка было весьма затруднительно из-за малой настильности траектории пули, а её убойность на ней должна была быть невелика.
Пистолеты-пулемёты ZK-383 выпускались под патрон 9×19 мм, однако небольшое количество этих пистолет-пулемётов (предназначенных на экспорт) было выпущено под патрон 9х23 мм Steyr и 11,43х23 мм.

## Варианты и модификации
- ZK-383 — армейский вариант, имел складную двуногую сошку и быстросъемный ствол[1].
- ZK-383P — полицейский вариант, не имел сошек[1].
- ZK-383Н — послевоенная модификация, имеет облегчённый кожух ствола и упрощённой формы деревянные детали, приемник магазина перенесен вниз и сделан складывающимся вперед (так, что в походном положении магазин может быть сложен горизонтально под ствол)[1]
- ZH-403 (он же Waffenwerke Brunn MP.42) — опытный образец, изготовленный в 1942 году для немецкой армии. Имел вертикальное расположение магазина, также как немецкий MP.38/40. Образец прошёл заводские испытания, однако в связи с высокой стоимостью производства серийно не выпускался[3].

## Страны-эксплуатанты
- Чехословакия — на вооружении армии Чехословакии (вплоть до немецкой оккупации Чехословакии в марте 1939 года)[1]
- нацистская Германия — на вооружении частей Waffen-SS, фольксштурма и отдельных полицейских формирований[2] (некоторое количество находилось на вооружении полиции протектората Богемии и Моравии)[3]
- Болгария — на вооружении болгарской армии до 1970 года[1]
- Словакия[3] — после провозглашения независимого «государства Словакия» 14 марта 1939 года, на вооружение формирующейся словацкой армии поступило оружие подразделений армии Чехословакии (в том числе, некоторое количество пистолетов-пулемётов ZK-383).
- Югославия — несколько автоматов использовали партизанские отряды и части Народно-освободительной армии Югославии[6].

Также, небольшие партии ZK 383 ещё до войны были экспортированы в Венесуэлу и Боливию.